# San Juan de Pariachi
San Juan de Pariachi es un sitio arqueológico en el Perú. Está situado en el distrito de Ate, en la provincia de Lima, capital del Perú. Fue un centro administrativo inca. Está conformado por tres conjuntos. Se hallaron figuras de madera, objetos de metales y cerámicas.

## Ubicación
Está situado en el kilómetro 12.7 de la carretera Central en la región Lima, provincia de Lima, distrito de Ate.